# Franconia Notch State Park
Der Franconia Notch State Park ist ein State Park des US-Bundesstaates New Hampshire mit einer Größe von 2700 Hektar. Er liegt – eingebettet in den White Mountain National Forest – im Norden dieses Staates. 1972 wurde das Gebiet als National Natural Landmark eingetragen. 
Zu den Hauptattraktionen zählen eine 240 Meter lange Klamm, eine Luftseilbahn, die auf den Gipfel des Cannon Mountain (Berg) in knapp 1300 Metern Höhe fährt, und der Profile Lake (See). Der Old Man of the Mountain („Alter Mann des Berges“), eine natürliche Granitformation am Cannon Mountain, die vom Profile Lake aus wie das zerklüftete Gesicht eines Menschen wirkte, war das Wahrzeichen New Hampshires. Trotz wiederholt angebrachter Verstärkungen brachen die Felsen am 3. Mai 2003 ab.

## Galerie

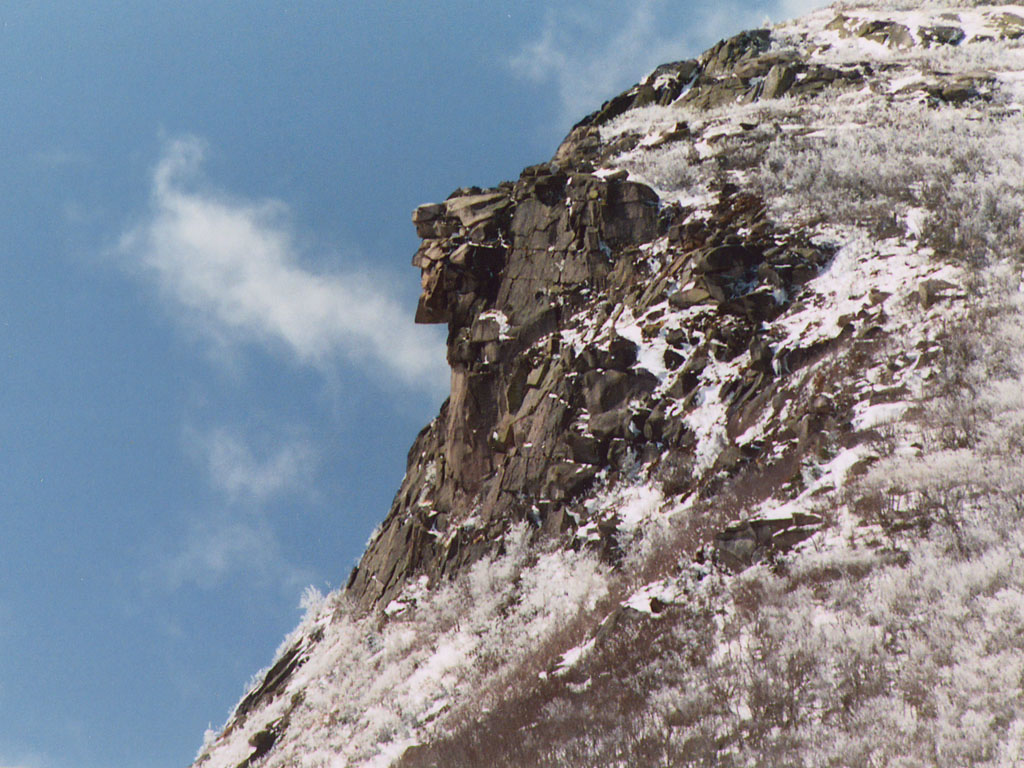
Der „Old Man“ am 26. April 2003
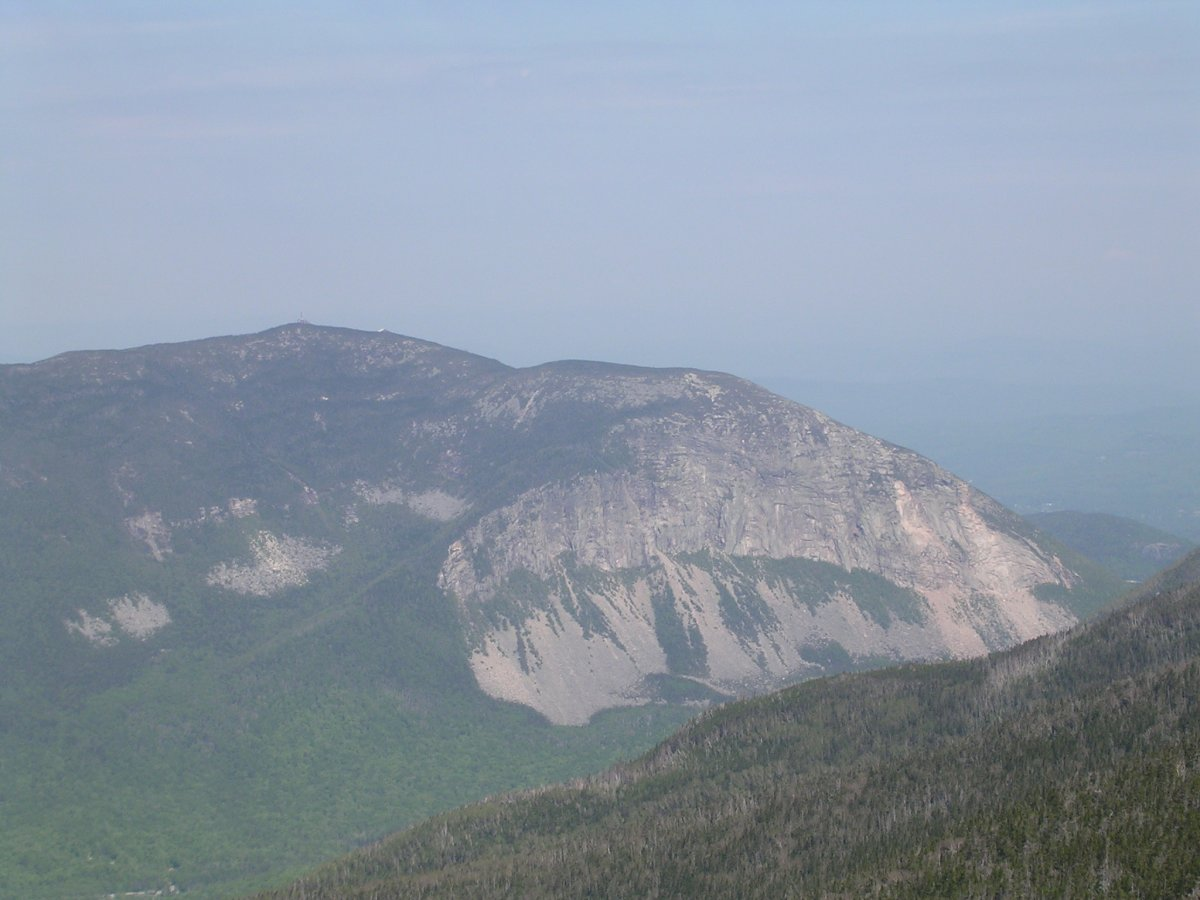
Cannon Mountain
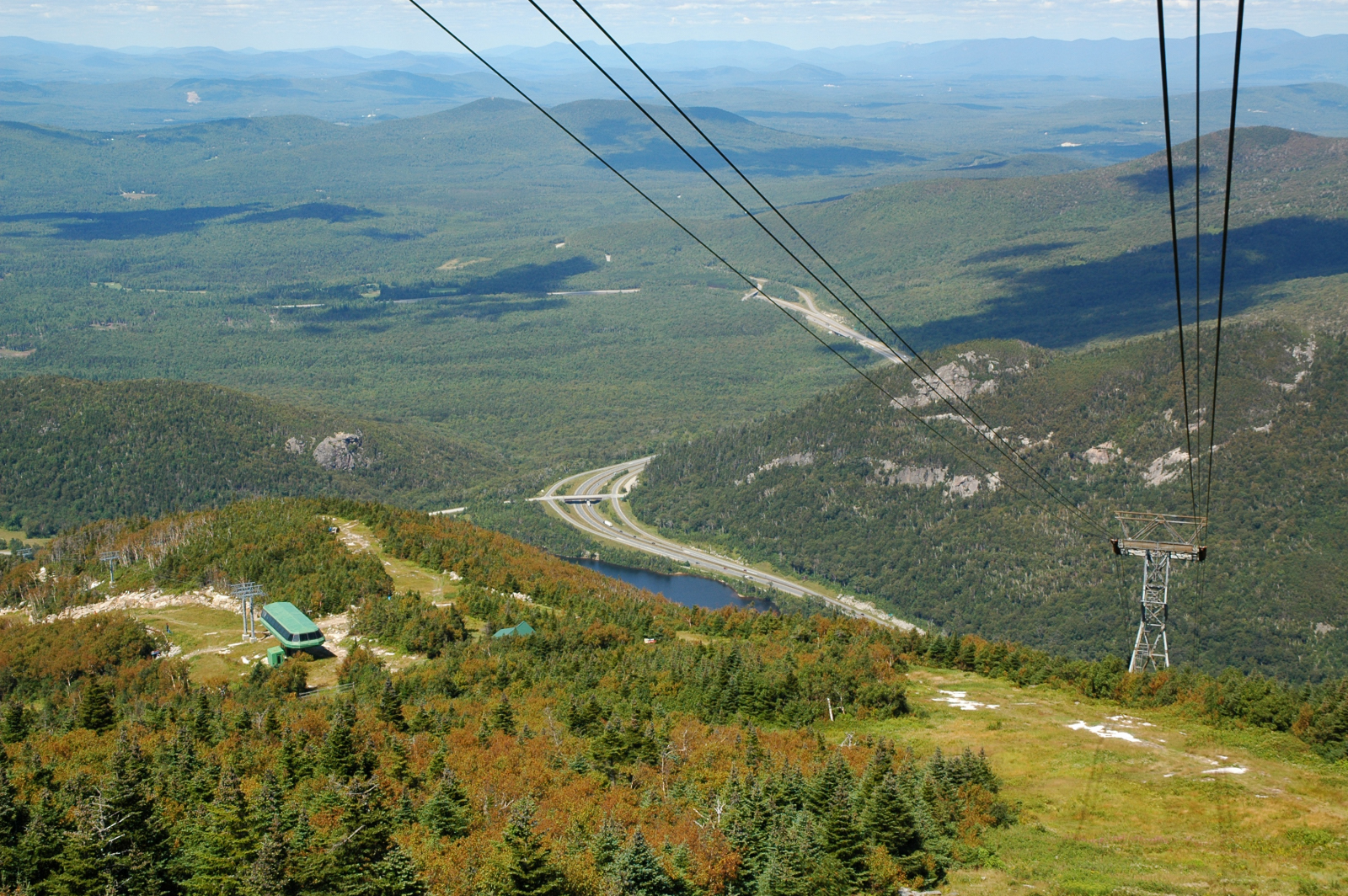
Blick vom Cannon Mountain nach Nordosten auf den Profile Lake
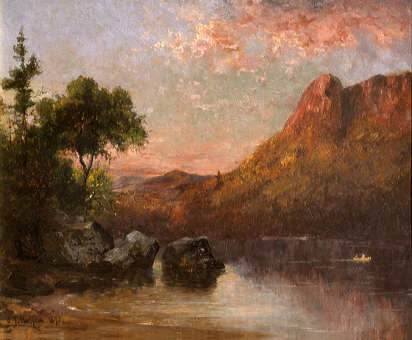
Eagle Cliff am Profile Lake, 1876 von Sylvester Phelps Hodgdon

## Verweise
1. ↑  1971 National Natural Landmark Designations (U.S. National Park Service). www.nature.nps.gov, abgerufen am 9. Februar 2025 (englisch).
2. ↑  Franconia Notch State Park - Lincoln, NH. www.outdoorsy.com, abgerufen am 9. Februar 2025 (englisch).